# ロバート・ツダール
ロバート・ツダール（Robert Z'Dar,  1950年6月3日 - 2015年3月30日）は、アメリカ合衆国の俳優。

## 来歴
1950年、イリノイ州シカゴ生まれ。リトアニア系の家庭だった。地元の高校へ在学中に学生演劇などへ出演した経験もあり、高校卒業後はアリゾナ州立大学へ進学。同大学を卒業した後は、再びシカゴへ戻り、シカゴ警察の警察官として働いたほか、プライベートでは歌手、ギタリスト、キーボード奏者等としても活動し、多様な才能を発揮した。
その後、本格的な俳優になるためロサンゼルスへ渡り、1985年にホラー映画『ヘルホール』で映画デビュー。身体的な特徴としてある大きな顎と大柄な体格を活かし、80年代は主にSF映画やホラー映画などで活躍。特に1988年に出演したホラー映画『マニアック・コップ』への出演でも知られており、同作品は現在でもカルトな人気を誇り、ツダール自身もその後製作されたシリーズ3作品すべてに出演している。

## 出演作品

### 映画
- ヘルホール Hellhole (1985)
- FROM C/フロム・シー 体験アルバイター Hot Chili (1985)
- Flesh and Bullets (1985)
- ザ・ナイト・ストーカー The Night Stalker (1987)
- チェリー2000 Cherry 2000 (1987)
- 野獣部隊ゼブラ'87 Code Name: Zebra (1987)
- マニアック・コップ Maniac Cop (1988)
- キリング・ゲーム The Killing Game (1988)
- リンダ・ブレアのグロテスク Grotesque (1988)
- ドラッグ・チェイス/裏切りの報酬 Fresh Kill (1988)
- Evil Altar (1988)
- デッド・エンド・シティ Dead End City (1988)
- リベンジャー 殺しの特訓 Trained to Kill (1989)
- デッドフォール Tango & Cash (1989)
- マニアックコップ2 Maniac Cop 2 (1990)
- グノーム/ボクの素敵なパートナー A Gnome Named Gnorm (1990)
- スペクター/闇黒からの死者 Soultaker (1990)
- ファイナル・サンクション The Final Sanction (1990)
- Killing American Style (1990)
- ドラゴンファイト Dragonfight (1990)
- ジプシー Gypsy (1991)
- The Big Sweat (1991)
- ミラクルマスター II/L.A.時空大戦 Beastmaster 2: Through the Portal of Time (1991)
- モブスターズ/青春の群像 Mobsters (1991)
- Quiet Fire (1991) ※ビデオ作品
- サムライ・コップ Samurai Cop (1991)
- Young Rebels (1992)
- The Divine Enforcer (1992)
- The Legend of Wolf Mountain (1992)
- The Summoned (1992)
- Frogtown II (1992)
- 刑事メース/囚人捜査官 Marked for Murder (1993)
- マニアックコップ3/復讐の炎 Maniac Cop 3: Badge of Silence (1993)
- In a Moment of Passion (1993)
- Wild Cactus (1993)
- Marching Out of Time (1993)
- It's Showtime (1993)
- Double Blast (1994)
- サイボーグ・ウェポン The Mosaic Project (1994)
- The Devil's Pet (1994)
- Silent Fury (1994)
- Night Realm (1994)
- Ill Met by Moonlight (1994)
- Run Like Hell (1995)
- Point Dume (1995)
- 裸の訪問者 Professional Affair (1995)
- Equal Impact (1995)
- 闘鬼 Enter the Blood Ring (1995)
- 告発/真実への逃亡 Destination Vegas (1995)
- Lone Tiger (1996)
- ターゲットX Fugitive X: Innocent Target (1996)
- The Searcher (1996)
- Stormy Nights (1996)
- Shotgun Boulevard (1996)
- Dangerous Cargo (1996)
- ドラゴン・ヘッド/チャイナタウン列伝 American Chinatown (1996)
- ダイナソー・ファイター カンフーVS.巨大恐竜 Future War (1997)
- Guns of El Chupacabra (1997) ※ビデオ作品
- ポケット・ニンジャ Pocket Ninjas (1997)
- トータル・フォース Total Force (1997)
- ハリウッド・コップ Hollywood Cops (1997)
- Deadly Currency (1998)
- Guns of El Chupacabra II: The Unseen (1998) ※ビデオ作品
- Decay (1998)
- Fatal Pursuit (1998)
- Crimes of the Chupacabra (1998)
- ウォーターフロント The Waterfront (1998)
- No Rest for the Wicked (1998)
- Tyrone (1999)
- The Thief & the Stripper (2000)
- トランス Trance (2002)
- Mob Daze (2002)
- When Heaven Comes Down (2002) ※ビデオ作品
- Body Shop (2002)
- Scary Tales: The Return of Mr. Longfellow (2003)
- ゾンビマゲドン Zombiegeddon (2003) ※ビデオ作品
- Rock n' Roll Cops 2: The Adventure Begins (2003) ※ビデオ作品
- Vampire Blvd. (2004)
- The Rockville Slayer (2004)
- Super Hell (2005)
- Drawing Blood (2005)
- Spaced Out (2006) ※ビデオ作品
- Voices from the Graves (2006)
- Untitled Horror Comedy (2009)
- La Femme Vampir (2009)
- Blood, Bullets and Babes (2009) ※ビデオ作品
- メルトダウン Meltdown (2009)
- The Waiter (2010)
- La Femme Vampir Volume 2 (2010) ※ビデオ作品
- ポスト・モダン Post-Mortem (2010)
- Not Another B Movie (2010)
- The Girl (2011)
- ローグアサシン Rogue Assassin (2012)
- Mountain Mafia (2012)
- The Voices from Beyond (2012)
- Death from Above (2012)
- Monsters on Main Street (2014)
- Rock n' Roll Cops Lite (2014)
- Easter Sunday (2014)
- The Family Returns (2016)

### テレビドラマ
- こちらブルームーン探偵社 Moonlighting (1985)
- ザ・フラッシュ The Flash (1991)
- サイバーキッズ Cyberkidz (1996)
- Beyond Belief: Fact or Fiction (2000)

## 参照
1. 1 2 3  “Robert Z'Dar Biography”. 2014年8月24日閲覧。